# جولیا مدینا
جولیا مدینا (انگلیسی: Julia Medina; ۲۷ نوامبر ۱۹۹۴ –) خوانندگی بود. وی از سال ۲۰۱۸ میلادی تاکنون مشغول فعالیت بوده است.